# Wilhelm Ludvig Johannsen
Wilhelm Ludvig Johannsen (Copenaghen, 3 febbraio 1857 – 11 novembre 1927) è stato un botanico, biologo e genetista danese.
Nacque e visse a Copenaghen dove lavorò per l'Istituto di agricoltura, prima di diventare professore presso l'Università di Copenaghen
Nel 1911 coniò i termini di genotipo e fenotipo per indicare l'unità ereditaria di cui si compongono i cromosomi, ossia quelle strutture a filamento o a bastoncino che sono contenute nel nucleo cellulare.
Ogni cromosoma è formato da un gran numero di geni costituiti da molecole di DNA (acido desossiribonucleico). Ciascun gene controlla uno o più caratteri ereditari, ed a formare un carattere ereditario possono concorrere uno o più geni.

## Opere
- Limitations of natural selection on pure lines (1909)
- Arvelighed i historisk og experimentel belysning (1917)